# Strandkvickrot
Strandkvickrot (Elytrigia juncea) är en växtart i familjen gräs.